# Drain (Franciaország)
Drain korábbi község Franciaország Loire mente régiójában, Maine-et-Loire megyében. 2015. december 15-én nyolc másik korábbi községgel egyesült és Orée d’Anjou új község része lett.
Lakosainak száma 2125 fő (2018. január 1.). Drain Saint-Géréon, Ancenis, Oudon, Liré, Saint-Laurent-des-Autels és Saint-Sauveur-de-Landemont községekkel határos.

## Népesség
A település népességének változása:
| Lakosok száma | 1167 | 1207 | 1473 | 1633 | 1668 | 1817 | 1998 | 2089 | 2182 | 2125 |
|               | 1962 | 1968 | 1982 | 1990 | 1999 | 2008 | 2011 | 2013 | 2017 | 2018 |